# Rakietowe dzieci
Rakietowe dzieci – antologia amerykańskich opowiadań science fiction w wyborze i z posłowiem Wiktora Bukato. Tytuł nawiązuje do pierwszej polskiej antologii zachodniej fantastyki – Rakietowych szlaków. Książka została wydana w 1989 r. przez Wydawnictwo Alfa w opracowaniu graficznym Jacka Rupińskiego.
Utwory zawarte w antologii łączy tytułowy motyw dziecka. W 2020 r. w serwisie Esensja ukazała się recenzja Rakietowych dzieci pióra Beatrycze Nowickiej, która zwróciła uwagę, że po upływie lat część opowiadań autorów Złotej Ery SF mocno się zestarzała, jednak w książce można znaleźć ciekawe pomysły, opisowy styl pisania, jakiego brakuje w nowszych utworach, i przeplatanie pomysłów SF z bardziej osobistą perspektywą. Rakietowe dzieci były jedną z młodzieńczych lektur pisarki Jagny Rolskiej.

## Zawartość
- Ray Bradbury – Mały morderca (The Small Assasin), przeł.  Paulina Braiter[5]
- Mark Clifton – Na wstędze Möbiusa (Star Bright), przeł. Arkadiusz Nakoniecznik[5]
- Fritz Leiber – Wiadro powietrza (A Pail of Air), przeł. Stefania Szczurkowska[5]
- Jerome Bixby(inne języki) – To wspaniałe życie (It’s a Good Life), przeł. Anna Gwarek[5]
- Poul Anderson – Koniec poszukiwań (Terminal Quest), przeł. Hanna Kobus[5]
- Theodore Sturgeon – Odrzutowiec Miaua (Mewhu’s Jet), przeł. Ewa Komorowska[5]
- Frederik Pohl – Człowiek, który zjadł świat (The Man Who Ate the World), przeł. Jacek Manicki[5]
- Gardner Dozois – Łańcuchy morza (Chains of the Sea), przeł. Arkadiusz Nakoniecznik[5]